# Emanuele Barba

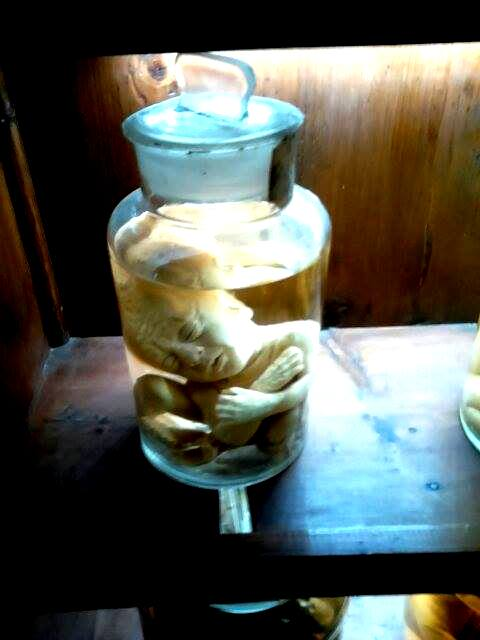
Museum Emanuele Barba: foetus

Emanuele Barba (Gallipoli, 11 augustus 1819 – aldaar, 7 december 1887) was een leraar talen en medicus in het koninkrijk der Beide Siciliën. Hij ijverde voor de afschaffing van de monarchie en de eenmaking van Italië.

## Levensloop
Zijn beide ouders waren kleermakers in Gallipoli in Apulië. Van gegoede ooms kreeg hij studiegeld om te studeren in Napels. Hij behaalde eerst het diploma in literatuur en filosofie. Nadien studeerde hij verder tot medicus. Met zijn openbaar proefschrift over de strijd tegen de kwakzalverij in de geneeskunde maakte hij naam in Napels.
Hij verliet Napels, de hoofdstad van het koninkrijk, om terug te keren naar zijn geboortestad. Daar gaf Barba les op de middelbare school, evenals in het avondonderwijs. Hij verzorgde de lessen Engels, Frans en Latijn. Hij werd inspecteur en wethouder van onderwijs in Gallipoli. In 1848, tijdens de uitbraak van typhus in de stad, oefende hij de functie uit van directeur van het noodhospitaal.
In 1852 vloog Barba voor drie jaar achter de tralies. De rechtbank had hem veroordeeld voor opstand tegen het Koninklijk Huis Bourbon. Het Bourbon-regime zag Barba als een oproerkraaier omwille van zijn heftige pleidooien tot verbetering van de levensomstandigheden. Tevens was Barba militant anti-monarchist en voor de eenmaking van Italië als republiek. Tijdens zijn gevangenisleven (1852-1855) schreef hij pamfletten tegen het Bourbon-regime. Deze pamfletten vonden lezers in diverse gevangenissen van het koninkrijk der Beide Siciliën. Bij de typhusuitbraak van 1866 werd Barba opnieuw aangezocht om het ziekenhuis te leiden; zijn organisatie van de epidemie had succes.
Als leraar bouwde hij een eigen museum uit. Hierin toonde hij onder meer planten, mineralen, anatomische en archeologische vondsten. Hij schreef verzen en motetten, met een Italiaans-patriottische inhoud.
Bij zijn begrafenis (1887) waren er vertegenwoordigers van arbeidersverenigingen en patriotten aanwezig. Er hing een grote slogan Nato dal popolo, per il popolo si adopero of Geboren uit het volk, werkte hij zich uit de naad voor het volk. Het stedelijk museum van Gallipoli is naar hem vernoemd: Museo municipale Emanuele Barba.